# خوک (فیلم ۲۰۱۰)
«خوک» (انگلیسی: Pig (2010 film)) فیلمی در ژانر ترسناک است که در سال ۲۰۱۰ منتشر شد.